# セントロサウルス族
セントロサウルス族 Centrosaurini はセントロサウルス亜科の角竜の族（亜科と属の間の分類階級）の一つ。白亜紀後期に栄え、カンパニアンの終末までには絶滅したと思われる。

## 分類
セントロサウルス族は2012年にフィオリッロとティコスキ（ Fiorillo & Tykoski）によって提唱された。それは全てのセントロサウルス亜科の中でもパキリノサウルスよりセントロサウルスに近縁なものをまとめたクレードである。アラスカで発見されたパキリノサウルス・ペロトルム Pachyrhinosaurus petorumの新種記載に併せて設立された。

## 属の一覧
- スティラコサウルス[1]
- ルベオサウルス[1]
- スピノプス[1]
- セントロサウルス[1]
- コロノサウルス[1]